# Lans-en-Vercors
Lans-en-Vercors este o comună în departamentul Isère din sud-estul Franței. În 2009 avea o populație de 2.563 de locuitori.

## Evoluția populației
| An        | 1975 | 1982  | 1990  | 1999  | 2006  | 2009  |
| --------- | ---- | ----- | ----- | ----- | ----- | ----- |
| Populație | 859  | 1.098 | 1.451 | 2.026 | 2.297 | 2.563 |